# Rebecca Adlington
Rebecca Adlington (17 de febrero de 1989 en Mansfield, Nottinghamshire, Inglaterra) es una nadadora inglesa que se proclamó campeona olímpica de 400 y 800 metros libres en los Juegos de Pekín 2008.

## Trayectoria
Su primer gran resultado internacional fue la medalla de plata en los 800 metros libres de los Campeonato Europeo de Budapest 2006, donde sólo fue superada por la francesa Laure Manaudou.
En abril de 2008 consiguió la medalla de oro en la prueba de 800 metros de los Campeonatos mundiales de natación en piscina corta celebrados en Mánchester, batiendo además el récord europeo de 8:08.25. En esa competición también fue medalla de plata en los relevos 4x200 metros libres, donde Gran Bretaña quedó por detrás de Holanda.

### Juegos Olímpicos de 2008
En los Juegos Olímpicos de Pekín 2008 participó en dos pruebas: los 400 y los 800 metros libres. En las series clasificatorias de los 400 metros libres consiguió batir el récord de su país con  4:02:24, la segunda mejor marca de las participantes, tras la italiana Federica Pellegrini, que batió el récord olímpico con 4:02.19.
En la final celebrada el 11 de agosto, las grandes favoritas eran la italiana Pellegrini, la estadounidense Katie Hoff y la francesa Laure Manaudou. Adlington comenzó la prueba en posiciones bastante retrasadas. Al paso por los 250 metros era la séptima clasificada, mientras que a falta del último largo era únicamente cuarta. Parecía que el triunfo iba a ser para la americana Hoff, pero en los últimos metros Adlington hizo una gran remontada y acabó llevándose la victoria con 4:03.22. La segunda posición fue para la estadounidense Katie Hoff con 4:03.22, mientras que tercera fue la también británica Joanne Jackson con 4:03.52.
Rebecca Adlington era la primera británica que ganaba una medalla de oro olímpica en natación desde que lo hiciera Anita Lonsbrough en los Juegos de Roma 1960.
En los series clasificatorias de los 800 metros libres, hizo la mejor marca de todas las participantes, batiendo el récord olímpico con 8:18.06. En la final celebrada el 16 de agosto, Adlington dominó la prueba de principio a fin, y acabó ganando con un nuevo récord mundial de 8:14.10, batiendo el que tenía la estadounidense Janet Evans desde 1989 con 8:16.22, y que era el récord más antiguo de la natación.
La medalla de plata fue para la italiana Alessia Filippi (8:20.23) y la de bronce para la danesa Lotte Friis (8:23.03).

### Juegos Olímpicos de 2012
En Londres 2012 Adlington logró obtener 2 medallas de bronce en los 400 y 800 metros libres con un tiempo de 4:03.31. y 8:20.32 respectivamente.

## Vida personal
El 4 de marzo de 2021 nació su primer hijo, Albie Bennett Parsons.El 22 de octubre del 2023, anuncio la perdida de su hijo.